# Jättendals församling
Jättendals församling var en församling i Uppsala stift och i Nordanstigs kommun i Gävleborgs län. Församlingen uppgick 2006 i Harmånger-Jättendals församling.

## Administrativ historik
Församlingen har medeltida ursprung.
Församlingen var till 2006 annexförsamling i pastoratet Harmånger och Jättendal som mellan 1962 och 1977 också omfattade Ilsbo församling. Församlingen uppgick 2006 i Harmånger-Jättendals församling.
Församlingskod var 213203. 

## Kyrkor
- Jättendals kyrka